# شاكيل أحمد (لاعب كريكت)
شاكيل أحمد (من مواليد 12 فبراير 1966) هو لاعب كريكت باكستاني سابق، لعب مباراة اختبار واحدة عام 1998. كان رامياً بطيئاً باليد اليسرى من النمط المستقيم، وأخذ 365 ويكيتاً بمعدل 22 في مسيرته في كريكت الدرجة الأولى، لكنه لعب مباراة اختبار واحدة فقط، حصد فيها أربعة ويكيتات. وُلِد في مدينة الكويت.